# ديفيد شيري
ديفيد شيري (بالإنجليزية: David Sherry)‏ هو فنان بريطاني، ولد في 1974.

## وصلات خارجية
- ديفيد شيري على موقع ميوزك برينز (الإنجليزية)